# Quadrant

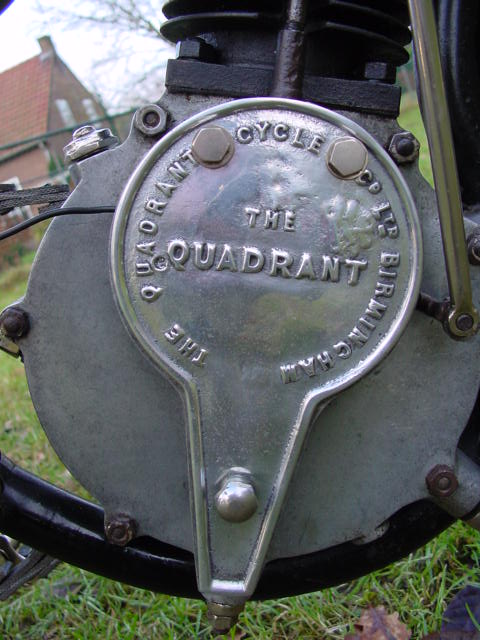
Embleem

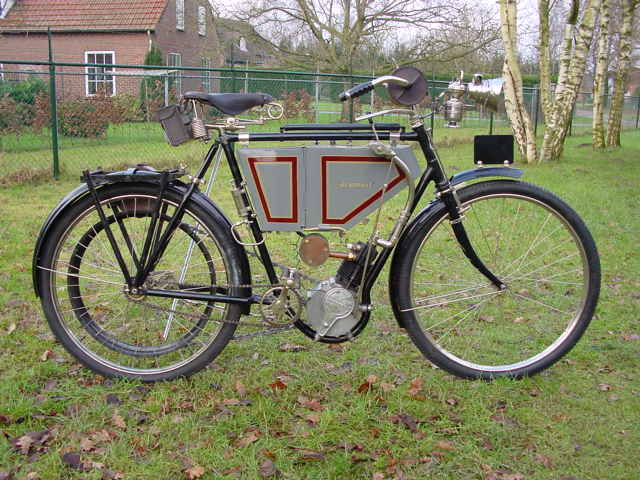
Quadrant uit 1903

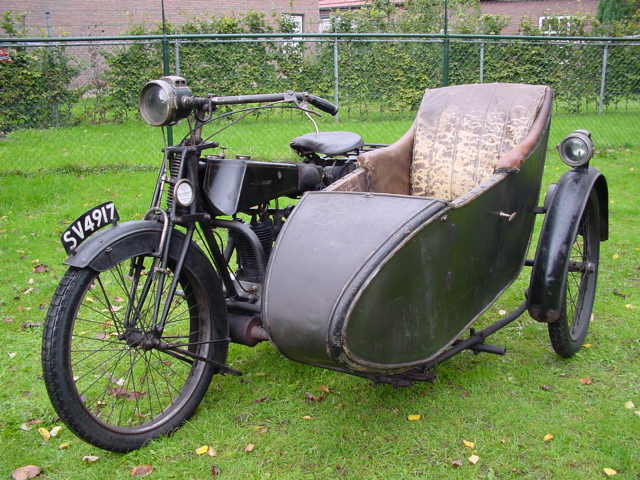
Quadrant 565 cc zijspancombinatie uit 1919

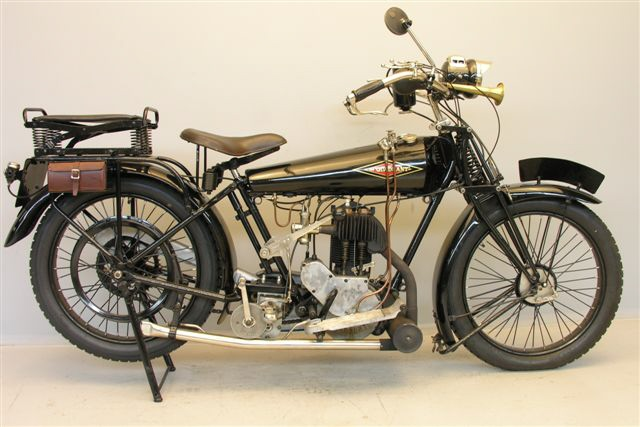
Quadrant 6 pk (624 cc) uit 1924

Quadrant is een van de oudste Britse motorfietsmerken.
Quadrant Works, Birmingham, later Quadrant Motor Co. en Quadrant Cycle Co., March, Newark Co. Ltd., Birmingham (1901-1928).
Het merk Quadrant, fabrikant van fietsen en driewielers, dankte zijn naam aan een gepatenteerd stuursysteem dat de broers Walter en William Lloyd in 1883 hadden uitgevonden. William verliet het bedrijf en Walter besloot in 1901 motorfietsen te gaan maken.
Quadrant bouwde aanvankelijk 211 cc Minerva-motoren in fietsframes. In 1902 verscheen er een bijzondere driewieler met twee voorwielen, die naafbesturing had maar desondanks als een tweewieler plat door de bocht ging. Deze verdween echter binnen een jaar van het toneel. Vanaf 1903, toen Tom Silver mededirecteur werd, waren er eigen blokken. Dit waren aanvankelijk 250 cc motoren. In 1906 kwam er een 392 cc versie.
In 1907 kregen Lloyd en Silver onenigheid en het bedrijf werd opgeheven. Lloyd begon daarop het merk LMC, terwijl Silver met behulp van enige geldschieters het merk Quadrant voortzette. Het bedrijf heette nu Quadrant Motor Co., maar na voortdurende strijd met Lloyd over de licentierechten en nieuwe problemen met zijn sponsoren zette Silver een tweede bedrijf op: Quadrant Cycle Co.
In 1911 werden deze twee bedrijven samengevoegd. In 1913 kwam er weer een motorfiets uit: een 1129 cc V-twin. Na de Eerste Wereldoorlog kwamen er 654- cc en 780 cc eencilinders op de markt. In de jaren twintig ging het bergafwaarts met Quadrant, maar in een laatste poging het merk te redden werd er in 1927 een 480 cc tweecilinder kopklepper uitgebracht, terwijl mogelijk ook nog JAP-motoren zijn gebruikt. In 1928 eindigde de productie. Zie ook Lloyd.